# Zbyněk Přecechtěl
Zbyněk Přecechtěl (3. listopadu 1916 Klagenfurt – 6. října 1996 Havířov) byl český hudební skladatel.

## Život
Studoval na gymnáziu ve Vsetíně a ve Valašském Meziříčí. V letech 1935–1940 studoval na Pražské konzervatoři skladbu u Rudolfa Karla a pokračoval na mistrovské škole u Jaroslava Křičky. Stal se korepetitorem a dirigentem v divadle D41, které vedl Emil František Burian. Pro uvedení v tomto divadle napsal hudbu k baletu Niny Jirsíkové Pohádka o tanci. Děj baletu byla zřetelná alegorie situace českého národa v roce 1941: Víla, která naučí lidi tančit a je za to zlou královnou poslána na smrt, ale lidé, když už se tančit naučili, tančí dál. Představení se stalo záminkou k uzavření divadla. 12. března 1941 byli E. F. Burian, Nina Jirsíková i Zbyněk Přecechtěl zatčeni. Skladatel byl nakonec shledán nejméně vinným a byl brzy propuštěn.
Po dobu války pracoval nejprve jako klavírista v dětském divadle. Později odešel na Ostravsko, živil se vyučováním hudby a zabýval se komponováním. Po osvobození se vrátil do Burianova divadla D46, působil v Armádním uměleckém souboru Víta Nejedlého a stal se hudebním režizérem Ostravského rozhlasu.
Kromě klasické vážné hudby skládal hudbu taneční a estrádní, ale i masové písně a politicky laděné kantáty.

## Dílo
výběr
- Pohádka o tanci (balet, 1941)
- Sâwitrí (opera podle indického eposu Mahábhárata, 1943)
- Ukolébavky pro klavír (1937)
- Sonáta pro klavír (1938)
- Ouvertura pro orchestr (1940)
- Smyčcový kvartet (1942)
- Světla a stíny (suita pro dva klavíry, 1948)
- Dva valašské tance (195)
- Z prázdnin (klavír, 1953)